# Smithsonian Tropical Research Institute

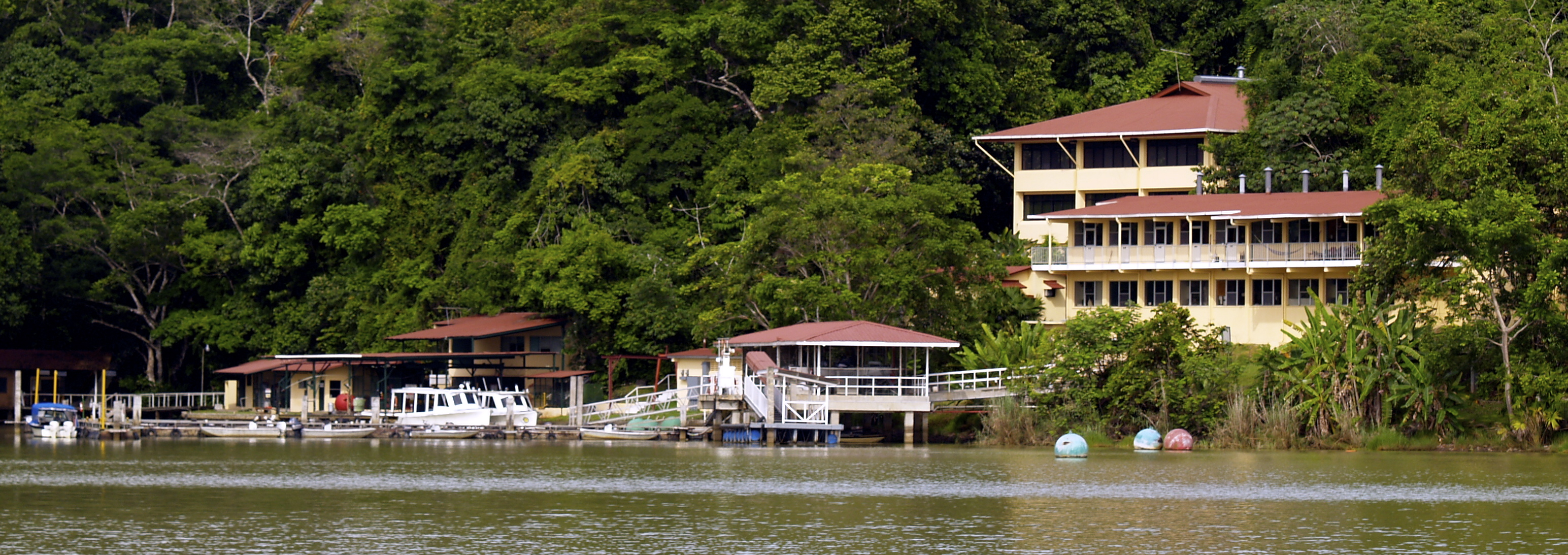
Forskningsstationen på Barro Colorado.

Smithsonian Tropical Research Institute (STRI) ligger i Panama, och är den enda av Smithsonian-institutionens anläggningar som är baserad utanför USA. Den är i första hand avsedd för att förstå biologiska olikheter. Vad som startade som en liten fältstation 1923 på Barro Colorado Island i Panamas kanalzon har sedan utvecklats till ett av världens ledande forskningsinstitut.
STRI:s faciliteter borgar för ett unikt tillfälle för ekologiska studier på lång sikt i tropikerna, och används 
av cirka 600 gästande forskare från akademiska- och forskningsinstitut från både USA och övriga världen varje år. Forskarna har tillåtit STRI att bättre förstå de tropiska habitaten och de har utbildat hundratals biologiska tropikforskare.